# Ernemont-sur-Buchy
Ernemont-sur-Buchy – miejscowość i gmina we Francji, w regionie Normandia, w departamencie Sekwana Nadmorska.
Według danych na rok 1990 gminę zamieszkiwały 184 osoby, a gęstość zaludnienia wynosiła 46 osób/km² (wśród 1421 gmin Górnej Normandii Ernemont-sur-Buchy plasuje się na 717. miejscu pod względem liczby ludności, natomiast pod względem powierzchni na miejscu 770.).